# Don't (Canción de Elvis Presley)
"Don't" (A veces traducida como "No lo hagas") es una canción grabada y popularizada por Elvis Presley en 1958 compuesta por la dupla Jerry Leiber y Mike Stoller. RCA la sacó al mercado el 7 de enero de 1958. La canción alcanzó el puesto # 1 del Billboard Hot 100 convirtiéndose en el noveno éxito # 1 de Presley en dicha lista. La canción además logró posicionarse en el puesto # 4 de la lista de Billboard de Rhythm and Blues.
La canción fue cara A de un disco simple con "I beg of you" en la cara B. El disco se convirtió en un nuevo éxito de Presley con ventas de más de 1 millón de copias en su momento.
Don't fue una de las primeras canciones románticas exitosas de Elvis que no correspondía a una banda sonora de película. La revista Billboard posicionó a la canción en el puesto # 3 de 1958.Asimismo Don't se posicionó en el puesto # 9 del Australian Singles Chart.

## Posicionamiento en listas
| Lista (1958)                     | Posición |
| -------------------------------- | -------- |
| UK Singles Chart                 | 2        |
| US Billboard Hot 100             | 1        |
| US Billboard Hot Country Singles | 2        |
| US Billboard Hot R&B Singles     | 4        |
| Australian Singles Chart         | 9        |